# 부천군·옹진군
부천군·옹진군은 대한민국의 옛 국회의원 선거구이다. 당시 경기도 부천군과 옹진군 지역을 관할했다.

## 역사
제8대 국회의원 선거를 앞두고 시흥군·부천군·옹진군 선거구가 분리되어 부천군과 옹진군이 선거구를 이루게 되면서 신설되었다.
제9대 국회의원 선거를 앞두고 시흥군 선거구와 다시 합쳐져 시흥군·부천군·옹진군 선거구를 다시 이루게 되면서 폐지되었다.

## 역대 국회의원
| 선거   | 정당 | 정당       | 의원   |
| ------ | ---- | ---------- | ------ |
| 1971년 |      | 민주공화당 | 오학진 |

## 역대 선거 결과

### 대한민국 제8대 국회의원 선거
|  | 54.21% |

|  | 43.74% |

|  | 1.30% |

|  | 0.73% |